# Pakistanamina
La pakistanamina es un alcaloide aislado de Berberis valdiviana, Berberis baluchistanica, Berberis calliobotrys, Berberis orthobotrys, Berberis julianae (Berberidaceae). [α]D = +135  (c, 0.5 en MeOH). Descompone a temperaturas mayores de 40 °C en solución. Transpone en ácido clorhídrico a 70° en 1-O-metilpakistanina, 1-O-Metilkalashina y de descompone a los monómeros. En metanol ácido sufre metanólisis formando 1,10-Di-O-metilpakistanina.

## Síntesis
Kametani y colaboradores sintetizaron la pakistamina en 1974.